# Gymnobothrus longicornis
Gymnobothrus longicornis är en insektsart som först beskrevs av Willy Adolf Theodor Ramme 1931.  Gymnobothrus longicornis ingår i släktet Gymnobothrus och familjen gräshoppor. Inga underarter finns listade i Catalogue of Life.